# Dactylispa pilosa
Dactylispa pilosa là một loài bọ cánh cứng trong họ Chrysomelidae. Loài này được Tan & Kung miêu tả khoa học năm 1961.